# São Marcos
São Marcos este un oraș în Rio Grande do Sul (RS), Brazilia.